# Takashi Kuramoto
Takashi Kuramoto (født 8. august 1984) er en tidligere japansk fodboldspiller.
Han har spillet for flere forskellige klubber i sin karriere, herunder Oita Trinita og Mito HollyHock.